# واقع محوسب

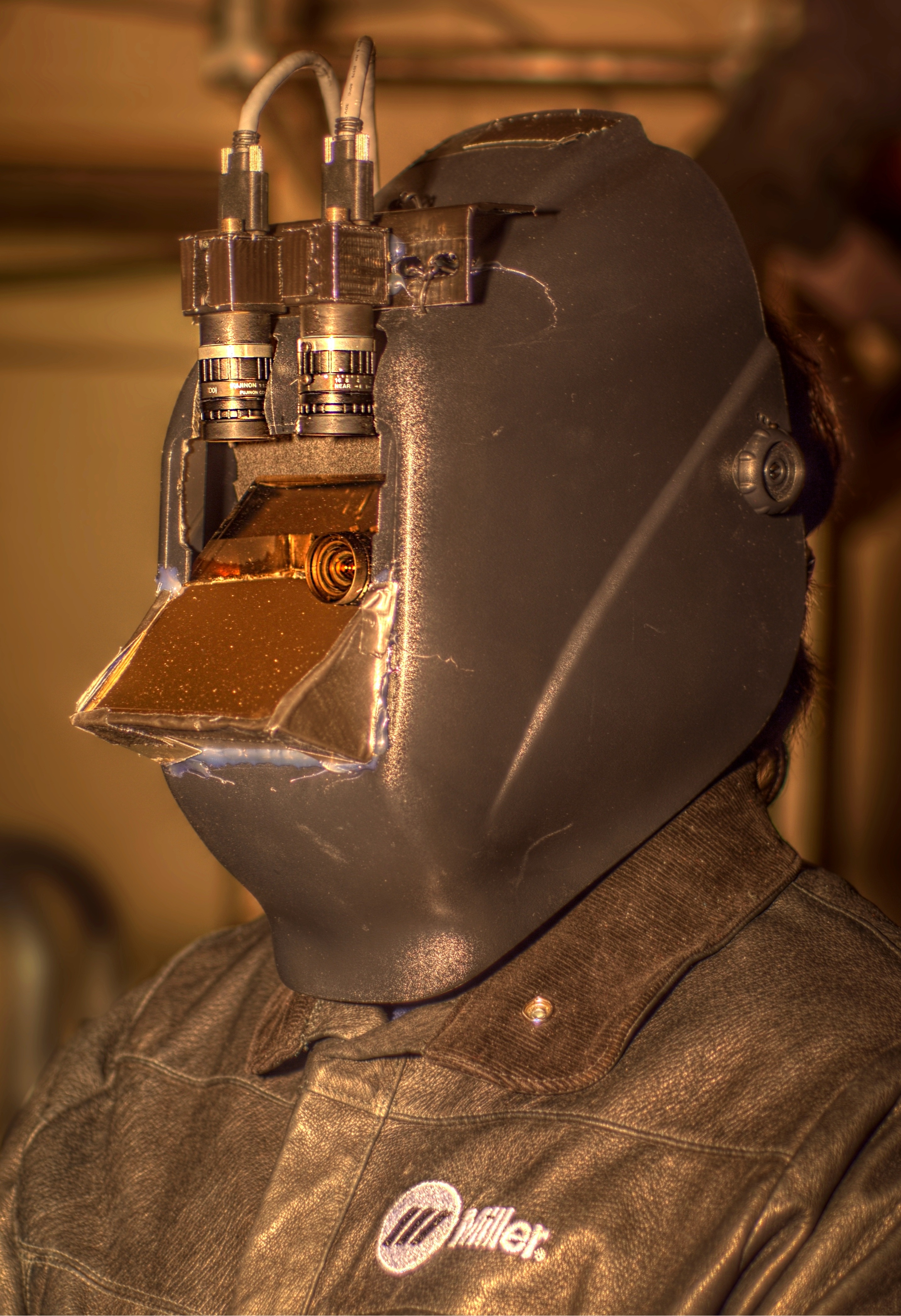
تستخدم خوذة اللحام "زجاج العين الرقمي" من MannGlas الكاميرات والتصوير عالي النطاق الديناميكي لزيادة رؤية المستخدم في المناطق المظلمة وتقليلها في المناطق الساطعة.

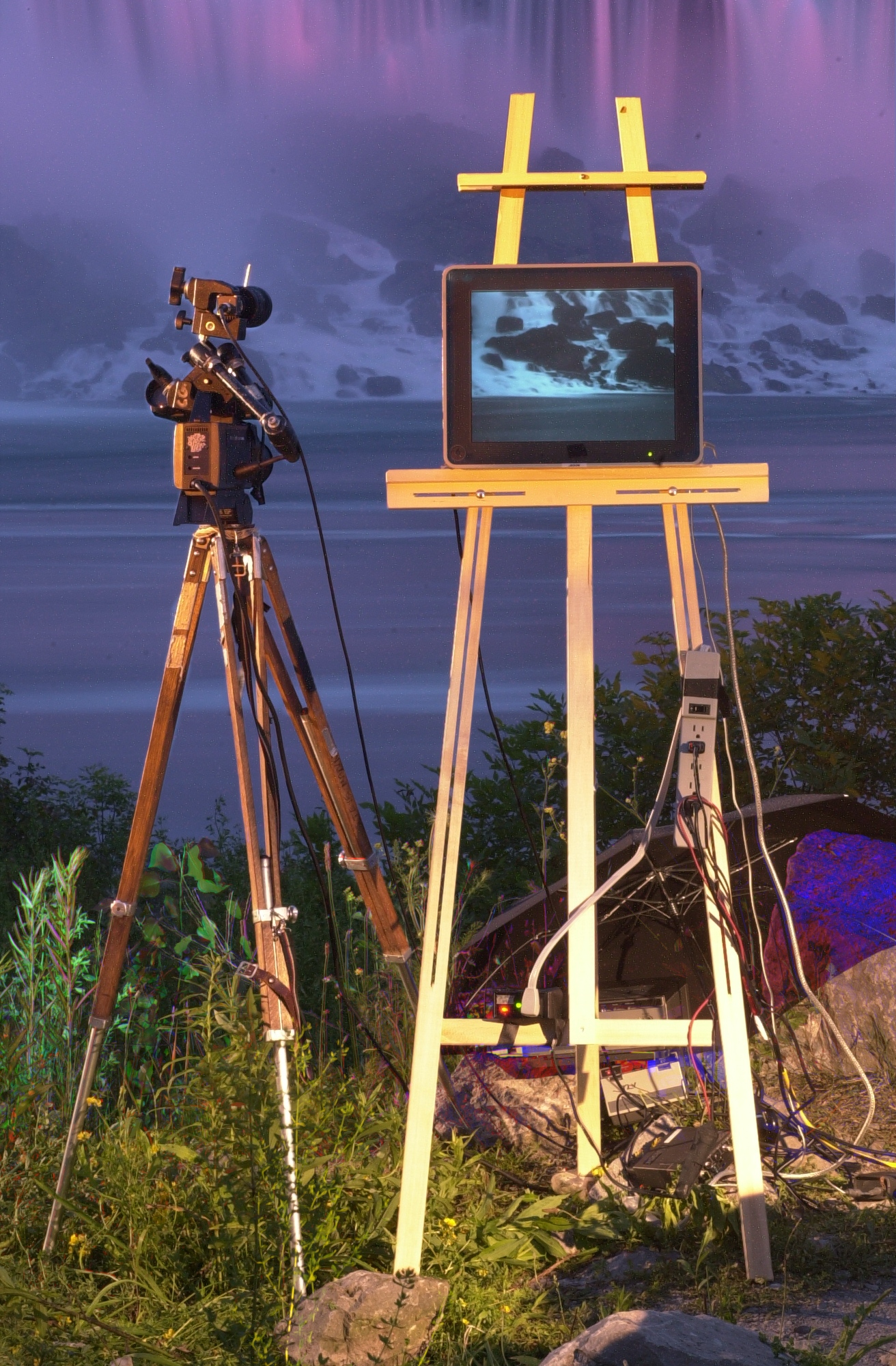
تركيب فني يوضح مفهوم الواقع الوسيط. نعرض أولاً ما هو موجود بالفعل، ثم يتيح ذلك إدخال جهاز كمبيوتر في "تيار الواقع" لتعديله.

يشير الواقع المحوسب إلى القدرة على الإضافة إلى المعلومات أو طرحها منها أو التلاعب بها بطريقة أخرى من خلال استخدام جهاز كمبيوتر يمكن ارتداؤه أو جهاز محمول باليد  مثل الهاتف الذكي.
الواقع المتوسّط هو مجموعة شاملة من الواقع الهجين والواقع المعزز، والواقع الافتراضي، لأنه يشمل أيضًا على سبيل المثال ، الواقع المتضائل.
عادةً ما يكون الإدراك البصري للمستخدم للبيئة هو الوسيط. يتم ذلك من خلال استخدام نوع من الأجهزة الإلكترونية ، مثل جهاز EyeTap أو الهاتف الذكي، والذي يمكن أن يعمل كمرشح مرئي بين العالم الحقيقي وما يدركه المستخدم. تم استخدام الواقع بوساطة الكمبيوتر لتعزيز الإدراك البصري كمساعدة للمكفوفين. يحقق هذا المثال واقعًا وسيطًا عن طريق تغيير ضوء دفق إدخال الفيديو الذي كان سيصل عادةً إلى عيون المستخدم، وتعديله حسابيًا لتصفيته إلى شكل أكثر فائدة.
كما يتم استخدامه لواجهات الكمبيوتر التفاعلية.

## التطبيقات
تتضمن تطبيقات الواقع الوسيط الأجهزة التي تساعد الأشخاص على الرؤية بشكل أفضل، بالإضافة إلى أجهزة الألعاب، وإصلاح المعدات، والتطبيب عن بُعد، وواجهات استشارة الخبراء عن بُعد، وإيجاد الطريق. يستخدم الواقع الوسيط أيضًا في الروبوتات  وتطبيقات الرسم مثل حزمة الرسم "السائبة والسكيتشية".

## المفاهيم ذات الصلة
يرتبط الواقع الوسيط بمفاهيم أخرى مثل الواقع المعزز (وهو حالة خاصة للواقع الوسيط) والواقع الافتراضي والواقع المختلط وما إلى ذلك.

## أنظر أيضا
- الواقع الممتد
- Simulated reality - فرضية أن الواقع يمكن أن يكون عبارة عن صفحات محاكاة حاسوبية
- Synthetic vision system - تعرض مجموعة من التقنيات التي تستخدم الأبعاد الثلاثية في قمرة القيادة
- Ubiquitous computing - مفهوم في هندسة البرمجيات وعلوم الحاسوب

## روابط خارجية
- EyeTap.org بوساطة أبحاث الواقع
- واقع التوسط استنادًا إلى متتبع الرأس VideoOrbits
- مثال للواقع المتناقص لإظهار شيء حيث يكون الواقع الوسيط بالتأكيد مجموعة شاملة مناسبة للواقع المعزز